# Liste des points d'acupuncture

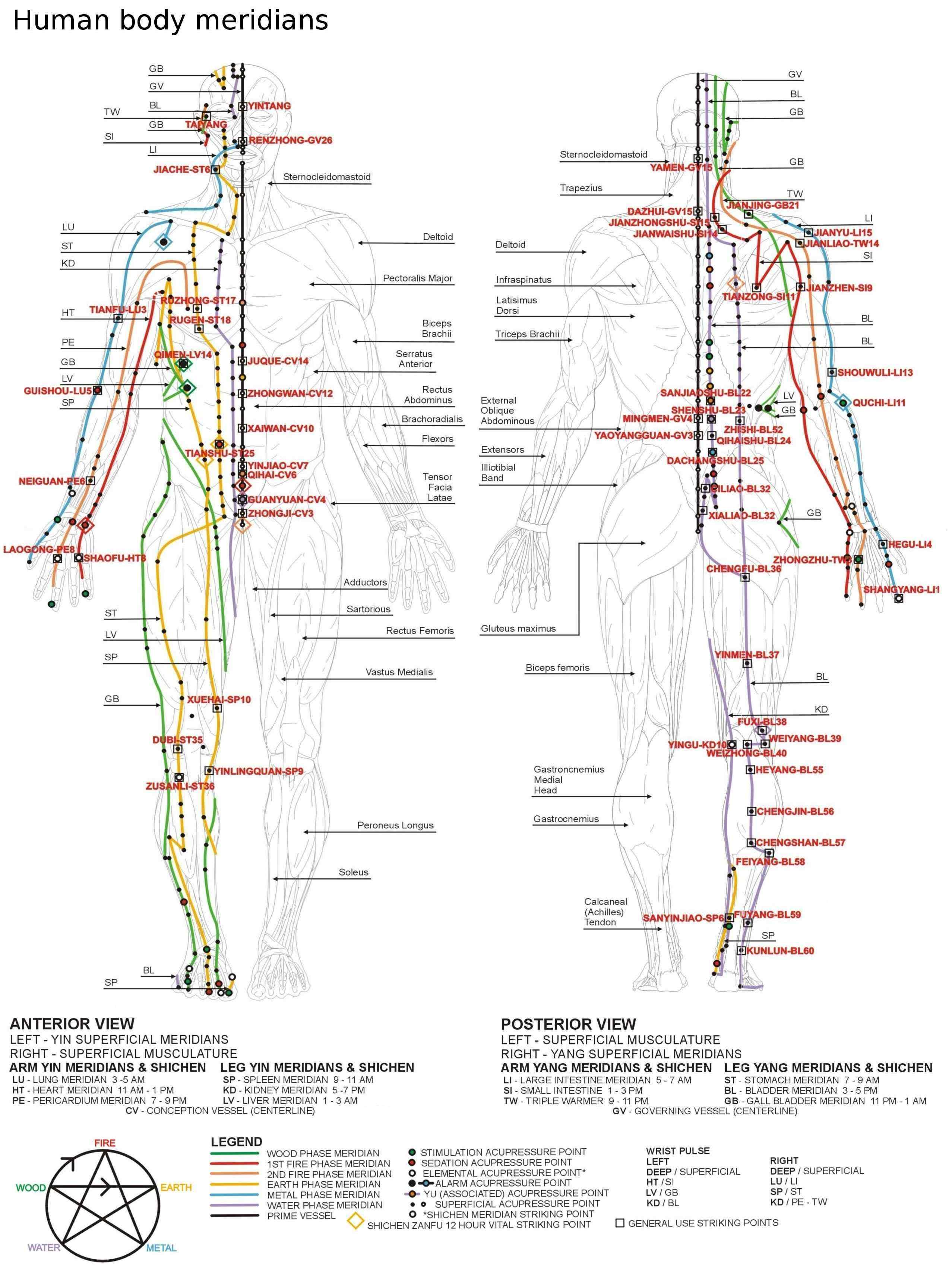
Système des méridiens principaux avec la localisation des points d'acupuncture

Cet article fournit une liste complète des points d'acupuncture et de leur emplacement sur le corps d'après la médecine traditionnelle chinoise (MTC) .

## Lieux et base
Plus de quatre cents points d'acupuncture ont été décrits au cours de l'histoire de la médecine traditionnelle chinoise (MTC). La majorité de ces points sont situés sur les principaux méridiens d'acupuncture qui constituent des canaux transportant l'énergie vitale ( qi, 氣 ) dans l'ensemble du corps. La MTC reconnaît vingt méridiens, de nature cutanée et sous-cutanée, eux-mêmes ramifiés en sous-méridiens distribués dans les tissus environnants. Douze de ces grands méridiens, communément appelés "méridiens principaux", sont bilatéraux et sont associés à des organes internes. Les huit méridiens restants sont qualifiés "d'extraordinaires" et sont également bilatéraux, à l'exception de trois : un qui entoure le corps près de la taille et deux qui longent la ligne médiane du corps. Seuls les deux méridiens extraordinaires proches de la ligne médiane contiennent leurs propres points, les six autres présentent des points partagés avec les douze méridiens principaux susmentionnés. Il y a aussi des points qui ne sont pas situés sur ces quatorze méridiens mais que l'on voit néanmoins apparaître dans le référencement complet appelé jing luo ( 經絡  ). Ils sont souvent appelés «points additionnels».
Bien que de nombreuses hypothèses aient été proposées, le fondement anatomique et physiologique des points d'acupuncture et des méridiens reste insaisissable. Parmi les hypothèses évoquées on trouve les signaux neuronaux qui impliqueraient des peptides opioïdes, du glutamate et de l'adénosine en interaction avec des parties du système nerveux central. Une autre piste est celle de la signalisation mécanique avec implication du tissu conjonctif (fascia) et activation des canaux ioniques calciques par  sécrétion de bêta-endorphine En pratique, les points d'acupuncture sont localisés par le praticien grâce une combinaison de repères anatomiques, de palpation et de rétroaction du patient.

### Douze méridiens principaux
| Code     | Nom chinois  | Traduction en français                                            | coréen 한글  | vietnamien                 |
| -------- | ------------ | ----------------------------------------------------------------- | ------------ | -------------------------- |
| P        | 手太阴肺经   | Méridien Taiyin de la Main / Poumon                               | 수태음폐경   | Thủ thái âm phế            |
| GI       | 手阳明大肠经 | Méridien Yangming de la Main / Gros intestin                      | 수양명대장경 | Thủ dương minh đại trường  |
| E        | 足阳明胃经   | Méridien Yangming du Pied / Estomac                               | 족양명위경   | Túc dương minh vị          |
| Rt ou RP | 足太阴脾经   | Méridien Taiyin du Pied / Rate - Pancréas                         | 족태음비경   | Túc thái âm tỳ             |
| C        | 手少阴心经   | Méridien Shaoyin de la Main / Cœur                                | 수소음심경   | Thủ thiếu âm tâm           |
| IG       | 手太阳小肠经 | Méridien Taiyang de la Main / Intestin grêle                      | 수태양소장경 | Thủ thái dương tiểu trường |
| V        | 足太阳膀胱经 | Méridien Taiyang du Pied / Vessie                                 | 족태양방광경 | Túc thái dương bàng quang  |
| Rn       | 足少阴肾经   | Méridien Shaoyin du Pied / Rein                                   | 족소음신경   | Túc thiếu âm thận          |
| PC ou MC | 手厥阴心包经 | Méridien Jueyin de la Main / Péricarde ou Maître du cœur          | 수궐음심포경 | Thủ quyết âm tâm bào       |
| TF ou TR | 手少阳三焦经 | Méridien Shaoyang de la Main / Trois foyers ou Triple réchauffeur | 수소양삼초경 | Thủ thiếu dương tam tiêu   |
| VB       | 足少阳胆经   | Méridien Shaoyang du Pied / Vésicule biliaire                     | 족소양담경   | Túc thiếu dương đởm        |
| F        | 足厥阴肝经   | Méridien Jueyin du Pied / Foie                                    | 족궐음간경   | Túc quyết âm can           |

### Huit méridiens extraordinaires
Les huit méridiens extraordinaires (chinois simplifié : 奇经八脉; chinois traditionnel : 奇經八脈; pinyin: qí jīng bā mài) sont d'une importance cruciale dans l'étude du Qigong, du T'ai chi ch'uan et de l'alchimie chinoise. Seuls les méridiens du vaisseau gouverneur et du vaisseau conception ont leurs propres points, les autres méridiens extraordinaires sont constitués de points "empruntés" aux 12 méridiens principaux.
| Code | Nom chinois | Translitération | Traduction en français      | Pinyin        | vietnamien |
| ---- | ----------- | --------------- | --------------------------- | ------------- | ---------- |
| VG   | 督脉        | Du mai          | Vaisseau gouverneur         | dū mài        | Đốc mạch   |
| VC   | 任脉        | Ren mai         | Vaisseau conception         | rén mài       | Nhâm mạch  |
|      | 冲脉        | Chong mai       | Vaisseau pénétrant          | chòng mài     | Xung mạch  |
|      | 带脉        | Dai mai         | Vaisseau ceinture           | dài mài       | Đới mạch   |
|      | 陰跷脉      | Yin qiao mai    | Vaisseau Yin du talon       | yīn qiāo mài  | Âm kiều    |
|      | 陽跷脉      | Yang qiao mai   | Vaisseau Yang du talon      | yáng qiāo mài | Dương kiều |
|      | 陰维脉      | Yin wei mai     | Vaisseau de Liaison du Yin  | yīn wéi mài   | Âm duy     |
|      | 陽维脉      | Yang wei mai    | Vaisseau de Liaison du Yang | yáng wéi mài  | Dương duy  |

## Nomenclature
Dans les pays d'Asie de l'Est, les praticiens font généralement référence aux points d'acupuncture par leurs noms traditionnels. Certains points ont plusieurs noms. Lorsque l'acupuncture a été adoptée dans le monde occidental, une nomenclature standard a été développée pour identifier sans ambiguïté les points d'acupuncture sur les méridiens. Ce modèle a été largement accepté et aujourd'hui, pratiquement tous les livres sur l'acupuncture font référence aux points d'acupuncture qui l'utilisent. L'Organisation mondiale de la santé (OMS) a publié une proposition de classification des points (A Proposed Standard International Acupuncture Nomenclature Report) en 1991. Elle répertorie 361 points d'acupuncture classiques sur les quatorze méridiens, huit méridiens extraordinaires, 48 points supplémentaires et des points additionnels sur le crâne. Elle a aussi publié La nomenclature de l'acupuncture standard (Standard Acupuncture Nomenclature) en 1993, centrée uniquement sur les 361 points d'acupuncture classiques. Chaque point d'acupuncture est identifié par le méridien sur lequel il se trouve et un numéro selon l'ordre dans lequel il apparait sur ce canal. Ainsi, P9 identifie le 9ème point d'acupuncture sur le méridien du poumon et il peut être désigné par deux noms : tài yuān (太渊) ou gui xin (鬼心). Cette méthode systématique ne règle cependant pas tous les équivoques, notamment concernant le méridien de la vessie, qui présente au niveau du dos des points qui peuvent se localiser et se classifier de diverses manières. Il n'y a pas de classement communément accepté et par conséquent, l'identification universelle de ces points repose sur leur dénomination d'origine d'après leur nom chinois.
Les tableaux de cet article suivent la numérotation standard pour identifier les points d'acupuncture des canaux principaux. Pour les points supplémentaires, les tableaux suivent la numérotation définie dans A Manual of Acupuncture.

## Méridien du poumon
Abrégé en P, il est nommé en chinois "手太阴肺经穴; 手太陰肺經 " c'est-à-dire "Le canal du poumon de la main, grand Yin ". Il s'agit d'un méridien commençant dans le bras qui associe le poumon avec le yin et il est considéré comme facile à trouver.
| Point | Nom chinois | Translitération | Traduction française | Pinyin     | coréen 한글     | Japonais (rōmaji) | vietnamien   |
| ----- | ----------- | --------------- | -------------------- | ---------- | --------------- | ----------------- | ------------ |
| P1    | 中府        | Zhongfu         | Le palais central    | zhōng fǔ   | jung bu 중부    | chūfu             | Trung phủ    |
| P2    | 雲門        | Yunmen          | La porte des nuages  | yún mén    | un mun 운문     | unmon             | Vân môn      |
| P3    | 天府        | Tianfu          | Le palais céleste    | tiān fǔ    | cheon bu 천부   | tenpu             | Thiên phủ    |
| P4    | 俠白        | Xiabai          | Conserver le blanc   | xiá bái    | hyeop baek 협백 | kyōhaku           | Hiệp bạch    |
| P5    | 尺澤        | Chize           | Le marécage du pied  | chǐ zé     | cheok taek 척택 | shakutaku         | Xích trạch   |
| P6    | 孔最        | Kongzui         | L'ouverture maximale | kǒng zuì   | gong choe 공최  | kōsai             | Khổng tối    |
| P7    | 列缺        | Lieque          | La suite brisée      | liè quē    | yeol gyeol 열결 | rekketsu          | Liệt khuyết  |
| P8    | 經渠        | Jingqu          | Le fossé du fleuve   | jīng qú    | gyeong geo 경거 | keikyo            | Kinh cừ      |
| P9    | 太淵        | Taiyuan         | Le grand abîme       | tài yuān   | tae yeon 태연   | tai'en            | Thái uyên    |
| P10   | 魚際        | Yuji            | Au bord du poisson   | yú jì      | eo je 어제      | gyosai            | Ngư tế       |
| P11   | 少商        | Shaoshang       | Le petit métal       | shào shāng | so sang 소상    | shōshō            | Thiếu thương |

## Méridien du gros intestin
Abrégé en GI, il est nommé en chinois "手阳明大肠经 "  C'est-à-dire le gros intestin du canal de la main, Yang lumineux".
| Point | Nom chinois | Translitération | Traduction en français                         | Pinyin      | coréen 한글           | Japonais (rōmaji) | Vietnamien   |
| ----- | ----------- | --------------- | ---------------------------------------------- | ----------- | --------------------- | ----------------- | ------------ |
| GI1   | 商陽        | Shangyang       | Le Yang métal                                  | shāng yáng  | sang yang 상양        | shō yō            | Thương dương |
| GI2   | 二間        | Erjian          | Le deuxième intervalle                         | èr jiān     | i gan 이간            | ji kan            | Nhị gian     |
| GI3   | 三間        | Sanjian         | Le troisième intervalle                        | sān jiān    | sam gan 삼간          | san kan(?)        | Tam gian     |
| GI4   | 合谷        | He Gu           | L'union des vallées                            | hé gǔ       | hap gok 합곡          | gō koku           | Hiệp cốc     |
| GI5   | 陽谿        | Yangxi          | La rivière Yang                                | yáng xī     | yang gye 양계         | yō kei            | Dương khê    |
| GI6   | 偏歴        | Pianli          | Le chemin pentu                                | piān lì     | pyeon ryeok 편력      | hen reki          | Thiên lịch   |
| GI7   | 溫溜        | Wenliu          | Le rassemblement de chaleur                    | wēn liū     | ol lyu 온류           | on rū             | Ôn lưu       |
| GI8   | 下廉        | Xialian         | L'angle inférieur                              | xià lián    | ha ryeom 하렴         | ge ren(?)         | Hạ liêm      |
| GI9   | 上廉        | Shanglian       | L'angle supérieur                              | shàng lián  | sang nyeom 상렴       | jō ren?           | Thượng liêm  |
| GI10  | 手三里      | Shousanli       | Les trois lis du bras (li = unité de longueur) | shǒu sān lǐ | [su] sam ni [수] 삼리 | te san ri         | Thủ tam lý   |
| GI11  | 曲池        | Quchi           | Le bassin dans la courbe                       | qū chí      | gok ji 곡지           | kyoku chi         | Khúc trì     |
| GI12  | 肘髎        | Zhouliao        | Le creux du coude                              | zhǒu liáo   | ju ryo 주료           | chū ryō?          | Trữu liêu    |
| GI13  | 手五里      | Shouwuli        | Les cinq lis du bras (li = unité de longueur)  | shǒu wǔ lǐ  | [su] o ri [수] 오리   | te no go ri?      | (Thủ) ngũ lý |
| GI14  | 臂臑        | Binao           | Le haut du bras                                | bì nào      | bi no 비노            | hi ju             | Tí nhu       |
| GI15  | 肩髃        | Jianyu          | L'omoplate                                     | jiān yú     | gyeon u 견우          | ken gū            | Kiên ngung   |
| GI16  | 巨骨        | Jugu            | Le grand os                                    | jù gǔ       | geo gol 거골          | ko kotsu          | Ngự cốt      |
| GI17  | 天鼎        | Tianding        | Le chaudron céleste                            | tiān dǐng   | cheon jeong 천정      | ten tei           | Thiên đỉnh   |
| GI18  | 扶突        | Futu            | Le soutien de la proéminence                   | fú tū       | bu dol 부돌           | fu totsu(?)       | Phù đột      |
| GI19  | 口禾髎      | Kouheliao       | La fente de la graine de la bouche             | kǒu hé liáo | hwa ryo 화료          | ka ryō(?)         | Hòa liêu     |
| GI20  | 迎香        | Yingxiang       | L'accueil du parfum                            | yíng xiāng  | yeong hyang 영향      | gei ko            | Nghênh hương |

## Méridien de l'estomac
Abrégé en E, il est nommé en chinois "足阳明胃经穴;足 陽明 胃 經" c'est-à-dire le canal de l'estomac du pied, Yang lumineux".
| Point | Nom chinois | Translitération | Traduction en français         | Pinyin      | coréen 한글            | japonais (rōmaji) | Vietnamien    | Autres noms |
| ----- | ----------- | --------------- | ------------------------------ | ----------- | ---------------------- | ----------------- | ------------- | --- |
| E1    | 承泣        | Chengqi         | Le réservoir des larmes        | chéng qì    | seung eup 승읍         | shō kyū           | Thừa khấp     | |
| E2    | 四白        | Sibai           | Les quatre blancs              | sì bái      | sa baek 사백           | shi haku          | Tứ bạch       | |
| E3    | 巨髎        | Juliao          | La grande fosse                | jù liáo     | geo ryo 거료           | ko ryō            | Cự liêu       | |
| E4    | 地倉        | Dicang          | Le grenier de la terre         | dì cāng     | ji chang 지창          | chi so            | Địa thương    | |
| E5    | 大迎        | Daying          | Le grand accueil               | dà yíng     | dae yeong 대영         | da gei            | Đại nghênh    | |
| E6    | 頰車        | Jiache          | L'os de la mâchoire            | jiá chē     | hyeop geo 협거         | kyō sha           | Giáp xa       | |
| E7    | 下關        | Xiaguan         | En dessous de l'articulation   | xià guān    | ha gwan 하관           | ge kan            | Hạ quan       | |
| E8    | 頭維        | Touwei          | Le support de la tête          | tóu wéi     | du yu 두유             | zu i              | Đầu duy       | |
| E9    | 人迎        | Renying         | L'accueil de l'homme           | rén yíng    | in yeong 인영          | jin gei           | Nhân nghênh   | Tianwuhui (Les cinq rencontres du paradis céleste)                                                                    |
| E10   | 水突        | Shuitu          | L'eau jaillissante             | shǔi tū     | su dol 수돌            | sui totsu(?)      | Thủy đột      | |
| E11   | 氣舍        | Qishe           | La deumeure du Qi              | qì shè      | gi sa 기사             | ki sha(?)         | Khí xá        | |
| E12   | 缺盆        | Quepen          | La bassine vide                | quē pén     | gyeol bun 결분         | ketsu bon         | Khuyết bồn    | |
| E13   | 氣戶        | Qihu            | La porte du Qi                 | qì hù       | gi ho 기호             | ki ko(?)          | Khí hộ        | |
| E14   | 庫房        | Kufang          | L'entrepôt                     | kù fáng     | go bang 고방           | ko bō?            | Khố phòng     | |
| E15   | 屋翳        | Wuyi            | La chambre secrète             | wū yì       | ok ye 옥예             | o kuei?           | Ốc ế          | |
| E16   | 膺窗        | Yingchuang      | La fenêtre du sein             | yìng chuāng | eung chang 응창        | yō sō?            | Ưng song      | |
| E17   | 乳中        | Ruzhong         | Le centre du sein              | rǔ zhōng    | yu jung 유중           | nyū chū?          | Nhũ trung     | |
| E18   | 乳根        | Rugen           | La racine du sein              | rǔ gēn      | yu geun 유근           | nyū kon?          | Nhũ căn       | |
| E19   | 不容        | Burong          | Le non contenu                 | bù róng     | bul yong 불용          | fu yō             | Bất dung      | Se réfère au vomissement                                                                                              |
| E20   | 承满        | Chengman        | Recevoir la plénitude          | chéng mǎn   | seng man 승만          | shō man           | Thừa mãn      | |
| E21   | 梁門        | Liangmen        | Le linteau de la porte         | liáng mén   | yang mun 양문          | ryō mon           | Lương môn     | |
| E22   | 關門        | Guanmen         | Fermer la porte                | guān mén    | gwan mun 관문          | kan mon?          | Quan môn      | |
| E23   | 太乙        | Taiyi           | L'unité suprême                | tài yǐ      | tae eul 태을           | tai itsu(?)       | Thái ất       | |
| E24   | 滑肉門      | Huaroumen       | La porte de la chair glissante | huá ròu mén | hwal yung mun 활육문   | katsu niku mon    | Hoạt nhục môn | |
| E25   | 天樞        | Tianshu         | Le pivot du ciel               | tiān shū    | cheon chu 천추         | ten sū            | Thiên xu      | |
| E26   | 外陵        | Wailing         | Le mausolée extérieur          | wài líng    | woe neung 외릉         | gai ryō?          | Ngoại lăng    | |
| E27   | 大巨        | Daju            | Le grand monumental            | dà jù       | dae geo 대거           | dai ko            | Đại cự        | |
| E28   | 水道        | Shuidao         | La voie de l'eau               | shuǐ dào    | su do 수도             | sui do(?)         | Thủy đạo      | D'après Sun Si Miao, le E28 de gauche = Baomen "La porte de l'uterus"; Le E28 de droite = Zihu "La porte de l'enfant" |
| E29   | 歸來 (归来) | Guilai          | Le retour                      | guī lái     | gui rae 귀래           | ki rai(?)         | Qui lai       | |
| E30   | 氣沖        | Qichong         | Le Qi surgissant               | qì chōng    | gi chung 기충          | ki shō            | Khí xung      | |
| E31   | 髀關        | Biguan          | La barrière de la cuisse       | bì guān     | bi gwan 비관           | hi kan(?)         | Bễ quan       | |
| E32   | 伏兔        | Futu            | Le lapin tapi                  | fú tù       | bok to 복토            | fuku to           | Phục thỏ      | |
| E33   | 阴市        | Yinshi          | Le marché du Yin               | yīn shì     | eum si 음시            | in shi(?)         | Âm thị        | |
| E34   | 梁丘        | Liangqiu        | La crête de la colline         | liáng qīu   | yang gu 양구           | ryō kyū           | Lương khâu    | |
| E35   | 犊鼻        | Dubi            | Le nez de veau                 | dú bí       | dok bi 독비            | toku bi           | Độc tị        | |
| E36   | 足三里      | Zusanli         | Les trois lis du pied          | zú sān lǐ   | [jok] sam ni [족] 삼리 | ashi san ri       | Túc tam lý    | Le " li " est une unité de mesure de longueur utilisé dans la Chine ancienne.                                         |
| E37   | 上巨虛      | Shangjuxu       | Le grand vide supérieur        | shàng jù xū | sang geo heo 상거허    | jō ko kyu         | Thượng cự hư  | |
| E38   | 條口        | Tiaokou         | L'ouverture du sillon          | tiáo kǒu    | jo gu 조구             | jō kō?            | Điều khẩu     | |
| E39   | 下巨虛      | Xiajuxu         | Le grand vide inférieur        | xià jù xū   | ha geo heo 하거허      | ge ko kyu?        | Hạ cự hư      | |
| E40   | 豐隆        | Fenglong        | La bosse généreuse             | fēng lóng   | pung nyung 풍륭        | hō ryū            | Phong long    | |
| E41   | 解谿        | Jiexi           | Le ruisseau libéré             | jiě xī      | hae gye 해계           | kai kei           | Giải khê      | |
| E42   | 沖陽        | Chongyang       | La ruée du Yang                | chōng yáng  | chung yang 충양        | shō yō            | Xung dương    | |
| E43   | 陷谷        | Xiangu          | La vallée encaissée            | xiàn gǔ     | ham gok 함곡           | kan koku(?)       | Hãm cốc       | |
| E44   | 内庭        | Neiting         | La court intérieure            | nèi tíng    | nae jeong 내정         | nai tei(?)        | Nội đình      | |
| E45   | 厲兌        | Lidui           | L'échange brusque              | lì duì      | ye tae 예태            | rei da            | Lệ đoài       | |

## Méridien de la rate
Abrégé en Rt parfois RP (pour rate-pancréas),il est nommé en chinois "足太阴睥经穴;足 太陰 脾 經" c'est-à-dire "le canal de la rate du pied, le plus grand Yin".
| Point | Nom chinois | Translitération | Traduction en français         | Pinyin        | coréen                 | Japonais (rōmaji) | Vietnamien    | Autres noms |
| ----- | ----------- | --------------- | ------------------------------ | ------------- | ---------------------- | ----------------- | ------------- | ----------- |
| Rt1   | 隱白        | Yinbai          | Le blanc caché                 | yǐn bái       | eun baek 은백          | im paku           | Ẩn bạch       | 'in paku'   |
| Rt2   | 大都        | Dadu            | La grande capitale             | dà dū         | dae do 대도            | dai to            | Đại đô        |             |
| Rt3   | 太白        | Taibai          | Le blanc monumental            | taì bái       | tae baek 태백          | tai haku          | Thái bạch     |             |
| Rt4   | 公孫        | Gongsun         | Le petit fils du marquis       | gōng sūn      | gong son 공손          | kō son            | Công tôn      |             |
| Rt5   | 商丘        | Shangqiu        | Le monticule de métal          | shāng qiū     | sang gu 상구           | shō kyū           | Thương khâu   |             |
| Rt6   | 三陰交      | Sanyinjiao      | La réunion des trois Yin       | sān yīn jiāo  | sam eum gyo 삼음교     | san in kō         | Tam âm giao   |             |
| Rt7   | 漏谷        | Lougu           | La vallée qui suinte           | loù gǔ        | nu gok 루곡            | rō koku?          | Lậu cốc       |             |
| Rt8   | 地機        | Diji            | Le pivot de la terre           | dì jī         | ji gi 지기             | chi ki            | Địa cơ        |             |
| Rt9   | 陰陵泉      | Yinlingquan     | La source de la colline du Yin | yīn líng qúan | eum neung cheon 음릉천 | in ryō sen        | Âm lăng tuyền |             |
| Rt10  | 血海        | Xuehai          | La mer du sang                 | xuè hǎi       | hyeol hae 혈해         | kek kai           | Huyết hải     |             |
| Rt11  | 箕門        | Jimen           | La porte du vannage            | jī mén        | gi mun 기문            | ki mon            | Kỳ môn        |             |
| Rt12  | 沖門        | Chongmen        | Défoncer la porte              | chōng mén     | chung mun 충문         | shō mon           | Xung môn      |             |
| Rt13  | 府舍        | Fushe           | La résidence des entrailles    | fǔ shè        | bu sa 부사             | fu sha            | Phủ xá        |             |
| Rt14  | 腹結        | Fujie           | Le nœud du ventre              | fù jié        | bok gyeol 복결         | fuk ketsu         | Phúc kết      |             |
| Rt15  | 大横        | Da heng         | Le grand horizontal            | dà héng       | dae hoeng 대횡         | dai ō             | Đại hoành     |             |
| Rt16  | 腹哀        | Fuai            | La tristesse du ventre         | fù āi         | bok ae 복애            | fuku ai           | Phúc ai       |             |
| Rt17  | 食竇        | Shidou          | La cavité des aliments         | shí dòu       | sik du 식두            | shoku tō          | Thực đậu      |             |
| Rt18  | 天谿        | Tianxi          | Le ruisseau céleste            | tiān xī       | cheon gye 천계         | ten kei           | Thiên khê     |             |
| Rt19  | 胸鄉        | Xiongxiang      | Le village de la poitrine      | xiōng xiāng   | hyung hyang 흉향       | kyō kyō?          | Hung hương    |             |
| Rt20  | 周榮        | Zhourong        | Le cycle de la gloire          | zhōu róng     | ju yeong 주영          | shū ei            | Chu vinh      |             |
| Rt21  | 大包        | Dabao           | Le grand emballage             | dà bāo        | dae po 대포            | tai hō            | Đại bao       |             |

## Méridien du cœur
Abrégé en C, il est nommé en chinois "手少阴心经穴;手 少陰 心 經" c'est-à-dire "le canal du cœur de la main, petit Yin".
| Point | Nom chinois | Translitération | Traduction en français   | Pinyin     | coréen             | Japonais (rōmaji) | vietnamien | Autres noms |
| ----- | ----------- | --------------- | ------------------------ | ---------- | ------------------ | ----------------- | ---------- | ----------- |
| C1    | 極泉        | Jiquan          | La source suprême        | jí quán    | geuk cheon 극천    | kyoku sen         | Cực tuyền  |             |
| C2    | 青靈        | Qingling        | L'esprit vert            | qīng líng  | cheong nyeong 청령 | sei rei (? )      | Thanh Linh |             |
| C3    | 少海        | Shaohai         | La toute petite mer      | shào hǎi   | so hae 소해        | shō kai           | Thiếu hải  |             |
| C4    | 靈道        | Lingdao         | Le chemin de l'esprit    | líng dào   | young do 영도      | rei dō?           | Linh đạo   |             |
| C5    | 通里        | Tongli          | La communication interne | tōng lǐ    | tong ni 통리       | tsū ri?           | Thông lý   |             |
| C6    | 陰郄        | Yinxi           | L'accumulation du Yin    | yīn xī     | eum geuk 음극      | dans geki         | Âm khích   |             |
| C7    | 神門        | Shenmen         | La porte de l'esprit     | shén mén   | sin mun 신문       | shin mon          | Thần môn   |             |
| C8    | 少府        | Shaofu          | Le tout petit palais     | shào fǔ    | so bu 소부         | shō fu?           | Thiếu phủ  |             |
| C9    | 少沖        | Shaochong       | Le tout petit assaut     | shào chōng | so chung 소충      | shō shō           | Thiếu xung |             |

## Méridien de l'intestin grêle
Abrégé en IG, il est nommé en chinois "手太阳小肠经穴;手 太陽 小腸 經" c'est-à-dire "Le canal de l'intestin grêle de la main, le plus grand Yang".
| Point | Nom chinois | Translitération | Traduction en français      | pinyin         | coréen               | Japonais (rōmaji) | vietnamien    | Autres noms |
| ----- | ----------- | --------------- | --------------------------- | -------------- | -------------------- | ----------------- | ------------- | ----------- |
| IG1   | 少澤        | Shaoze          | Le tout petit étang         | shào zé        | so taek 소택         | shō taku          | Thiếu trạch   |             |
| IG2   | 前谷        | Qiangu          | La vallée d'en face         | qián gǔ        | jeon gok 전곡        | zen koku(?)       | Tiền cốc      |             |
| IG3   | 後谿        | Houxi           | Le ruisseau de derrière     | hòu xī         | hu gye 후계          | go kei            | Hậu khê       | 'kō kei'    |
| IG4   | 腕骨        | Wangu           | L'os du poignet             | wàn gǔ         | wan gol 완골         | wan kotsu(?)      | Uyển cốt      |             |
| IG5   | 陽谷        | Yanggu          | La vallée du Yang           | yáng gǔ        | yang gok 양곡        | yō koku           | Dương cốc     |             |
| IG6   | 養老        | Yanglao         | Soutenir les vieux          | yǎng lǎo       | yang no 양노         | yō rō             | Dưỡng lão     |             |
| IG7   | 支正        | Zhizheng        | Branch of Upright           | zhī zhèng      | ji jeong 지정        | shi sei(?)        | Chi chính     |             |
| IG8   | 小海        | Xiaohai         | Small Sea                   | xiǎo hǎi       | so hae 소해          | shō kai           | Tiểu hải      |             |
| IG9   | 肩貞        | Jianzhen        | True Shoulder               | jiān zhēn      | gyeon jeong 견정     | ken tei           | Kiên trinh    |             |
| IG10  | 臑俞        | Naoshu          | Upper arm transporter       | nāo shū        | no yu(su) 노유(수)   | ju yu             | Nhu du        |             |
| IG11  | 天宗        | Tianzong        | Heavenly Gathering          | tiān zōng      | cheon jong 천종      | ten sō            | Thiên tông    |             |
| IG12  | 秉風        | Bingfeng        | Grasping the Wind           | bǐng fēng      | byeong pung 병풍     | hei fū            | Bỉnh phong    |             |
| IG13  | 曲垣        | Quyuan          | Crooked Wall                | qū yuán        | gok won 곡원         | kyo ku en?        | Khúc viên     |             |
| 14IG  | 肩外俞      | Jianwaishu      | Outer Shoulder Transporter  | jiān wài shū   | gyeon oe yu 견외유   | ken gai yu(?)     | Kiên ngoại du |             |
| IG15  | 肩中俞      | Jianzhongshu    | Middle Shoulder Transporter | jiān zhōng shū | gyeon jung yu 견중유 | ken chū yu?       | Kiên trung du |             |
| IG16  | 天窗        | Tianchuang      | Heavenly Window             | tiān chuāng    | cheon chang 천창     | ten sō?           | Thiên song    |             |
| IG17  | 天容        | Tianrong        | Heavenly Appearance         | tiān róng      | cheon yong 천용      | ten yō?           | Thiên dung    |             |
| IG18  | 顴髎        | Quanliao        | Cheek Bone Crevice          | quán liáo      | gwal lyo 관료        | kan ryō           | Quyền liêu    |             |
| IG19  | 聽宮        | Tinggong        | Palace of Hearing           | tīng gōng      | cheong gung 청궁     | chō kyū           | Thính cung    |             |

## Méridien de la vessie
Abrégé en V, il est nommé en chinois " 足太阳膀胱经穴;足 太陽 膀胱 經" c'est-à-dire "Le canal de la vessie du pied, le grand Yang".
Une numérotation alternative existe pour la "partie annexée" (commençant par V41 dans la liste ci-dessous), qui place la ligne extérieure le long de la colonne vertébrale après V35 (會陽) au lieu de V40 (委中), sera noté dans la colonne Autres Noms.
| Point | Nom chinois | Translitération | Traduction en français      | pinyin         | coréen                    | Japonais (rōmaji) | vietnamien     | Autres noms               |
| ----- | ----------- | --------------- | --------------------------- | -------------- | ------------------------- | ----------------- | -------------- | ------------------------- |
| V1    | 睛明        | Jingming        | Bright Eyes                 | jīng míng      | jeong myeong 정명         | sei mei           | Tình minh      |                           |
| V2    | 攢竹        | Zanzhu          | Gathered Bamboo             | cuán zhú       | chan juk 찬죽             | san chiku         | Toản trúc      |                           |
| V3    | 眉衝        | Meichong        | Eyebrows' Ascension         | méi chōng      | mi chung 미충             | bi shō            | Mi xung        |                           |
| V4    | 曲差        | Quchai          | Deviating Curve             | qǔ chā         | gok cha 곡차              | kyo kusa?         | Khúc sai       |                           |
| V5    | 五處        | Wuchu           | Fifth Position              | wǔ chǔ         | o cheo 오처               | go sho(?)         | Ngũ xứ         |                           |
| V6    | 承光        | Chengguang      | Receiving Light             | chéng guāng    | seung gwang 승광          | shō kō?           | Thừa quang     |                           |
| V7    | 通天        | Tongtian        | Reaching Upward             | tōng tiān      | tong cheon 통천           | tsū ten           | Thông thiên    |                           |
| V8    | 絡卻        | Luoque          | Declining Connection        | luò què        | nak gak 락각              | rak kyaku?        | Lạc khước      |                           |
| V9    | 玉枕        | Yuzhen          | Jade Pillow                 | yù zhěn        | ok chim 옥침              | gyoku chin(?)     | Ngọc chẩm      |                           |
| V10   | 天柱        | Tianzhu         | Upper Pillar                | tiān zhù       | cheon ju 천주             | ten chū           | Thiên trụ      |                           |
| V11   | 大杼        | Dazhu           | Great Vertebra              | dà zhù         | dae jeo 대저              | dai jo            | Đại trữ        |                           |
| V12   | 風門        | Fengmen         | Wind Gate                   | fēng mén       | pung mun 풍문             | fū mon            | Phong môn      |                           |
| V13   | 肺俞        | Feishu          | Lung Transporter            | fèi shū        | pye yu 폐유               | hai yu            | Phế du         |                           |
| V14   | 厥陰俞      | Jueyinshu       | Absolute yin Transporter    | jué yīn shū    | gweor eum yu 궐음유       | ketsu in yu       | Quyết âm du    |                           |
| V15   | 心俞        | Xinshu          | Heart Transporter           | xīn shū        | sim yu 심유               | shin yu           | Tâm du         |                           |
| V16   | 督俞        | Dushu           | Governor Transporter        | dū shū         | dok yu 독유               | toku yu           | Đốc du         |                           |
| V17   | 膈俞        | Geshu           | Diaphragm Transporter       | gé shū         | gyeok yu 격유             | kaku yu           | Cách du        |                           |
| V18   | 肝俞        | Ganshu          | Liver Transporter           | gān shū        | gan yu 간유               | kan yu            | Can du         |                           |
| V19   | 膽俞        | Danshu          | Gallbladder Transporter     | dǎn shū        | dam yu 담유               | tan yu            | Đởm du         |                           |
| V20   | 脾俞        | Pishu           | Spleen Transporter          | pí shū         | bi yu 비유                | hi yu             | Tỳ du          |                           |
| V21   | 胃俞        | Weishu          | Stomach Transporter         | wèi shū        | wi yu 위유                | i yu              | Vị du          |                           |
| V22   | 三焦俞      | Sanjiaoshu      | Sanjiao Transporter         | sān jiāo shū   | sam cho yu 삼초유         | san shō yu        | Tam tiêu du    |                           |
| V23   | 腎俞        | Shenshu         | Kidney Transporter          | shèn shū       | sim yu 신유               | jin yu            | Thận du        |                           |
| V24   | 氣海俞      | Qihaishu        | Sea of Qi Transporter       | qì hǎi shū     | gi hae yu 기해유          | kikai yu?         | Khí hải du     |                           |
| V25   | 大腸俞      | Dachangshu      | Large Intestine Transporter | dà cháng shū   | dae jang yu 대장유        | dai chō yu        | Đại trường du  |                           |
| V26   | 關元俞      | Guanyuanshu     | Gate of Origin Transporter  | guān yuán shū  | gwan won yu 관원유        | kan gen yu?       | Quan nguyên du |                           |
| V27   | 小腸俞      | Xiaochangshu    | Small Intestine Transporter | xiǎo cháng shū | so jang yu 소장유         | shō chō yu        | Tiểu trường du |                           |
| V28   | 膀胱俞      | Pangguangshu    | Bladder Transporter         | páng guāng shū | bang wang yu 방광유       | bōkō yu           | Bàng quang du  |                           |
| V29   | 中膂俞      | Zhonglushu      | Mid-Spine Transporter       | zhōng lǚ shū   | jung nyeo nae yu 중려내유 | chū ryo yu?       | Trung lữ du    | 中膂內俞 zhōng lǚ nèi shù |
| V30   | 白環俞      | Baihuanshu      | White Ring Transporter      | bái huán shū   | baek hwan yu 백환유       | hak kan yu?       | Bạch hoàn du   |                           |
| V31   | 上髎        | Shangliao       | Upper Bone Hole             | shàng liáo     | sang nyo 상료             | jyō ryō?          | Thượng liêu    |                           |
| V32   | 次髎        | Ciliao          | Second Bone Hole            | cì liáo        | cha ryo 차료              | ji ryō            | Thứ liêu       |                           |
| V33   | 中髎        | Zhongliao       | Middle Bone Hole            | zhōng liáo     | jung nyo 중료             | chū ryō?          | Trung liêu     |                           |
| V34   | 下髎        | Xialiao         | Lower Bone Hole             | xià liáo       | ha ryo 하료               | ge ryō?           | Hạ liêu        |                           |
| V35   | 會陽        | Huiyang         | Meeting of Yang             | huì yáng       | hoe yang 회양             | e yō              | Hội dương      |                           |
| V36   | 承扶        | Chengfu         | Hold and Support            | chéng fú       | seung bu 승부             | sho fu(?)         | Thừa phù       | Bl-50                     |
| V37   | 殷門        | Yinmen          | Hanstring Gate              | yīn mén        | eun mun 은문              | in mon            | Ân môn         | Bl-51                     |
| V38   | 浮郄        | Fuxi            | Superficial Cleft           | fú xī          | bu geuk 부극              | fu geki(?)        | Phù khích      | Bl-52                     |
| V39   | 委陽        | Weiyang         | Lateral End of the Crease   | wěi yáng       | wi yang 위양              | i yō              | Ủy dương       | Bl-53                     |
| V40   | 委中        | Weizhong        | Middle of the Crease        | wěi zhōng      | wi jung 위중              | i chū             | Ủy trung       | Bl-54                     |
| V1    | 附分        | Fufen           | Outer Branch                | fù fēn         | bu bun 부분               | fu bun(?)         | Phụ phân       | Bl-36                     |
| V42   | 魄戶        | Pohu            | Door of the Corporeal Soul  | pò hù          | baek ho 백호              | haku ko           | Phách hạ       | Bl-37                     |
| V43   | 膏肓俞      | Gaohuangshu     | Vital Region Shu            | gāo huāng shū  | go hwang [yu] 고황[유]    | kō kō yu          | Cao hoang du   | Bl-38                     |
| V44   | 神堂        | Shentang        | Spirit Hall                 | shén táng      | sin dang 신당             | shin dō?          | Thần đường     | Bl-39                     |
| V45   | 譩譆        | Yixi            | That Hurt                   | yì xǐ          | ui hoe 의회               | i ki(?)           | Y hy           | Bl-40                     |
| V46   | 膈關        | Geguan          | Diaphragm Gate              | gé guān        | gyeok gwan 격관           | kaku kan(?)       | Cách quan      | Bl-41                     |
| V47   | 魂門        | Hunmen          | Ethereal Soul Gate          | hún mén        | hon mun 혼문              | kon mon?          | Hồn môn        | Bl-42                     |
| V48   | 陽綱        | Yanggang        | Linking to Gall Bladder     | yáng gāng      | yang gang 양강            | yō kō?            | Dương cương    | Bl-43                     |
| V49   | 意舍        | Yishe           | Abode of Thought            | yì shě         | ui sa 의사                | i sha(?)          | Ý xá           | Bl-44                     |
| V50   | 胃倉        | Weicang         | Stomach Granary             | wèi cāng       | wi chang 위창             | i sō              | Vị thương      | Bl-45                     |
| V51   | 肓門        | Huangmen        | Vitals Gate                 | huāng mén      | hwang mun 황문            | kō mon?           | Hoang môn      | Bl-46                     |
| V52   | 志室        | Zhishi          | Willpower Room              | zhì shì        | ji sil 지실               | shi shitsu        | Chí thất       | Bl-47                     |
| V53   | 胞肓        | Baohuang        | Bladder's Vitals            | bāo huāng      | po hwang 포황             | hō kō             | Bào hoang      | Bl-48                     |
| V54   | 秩邊        | Zhibian         | Lowermost in Order          | zhì biān       | jil byeon 질변            | chip pen          | Trật biên      | Bl-49                     |
| V55   | 合陽        | Heyang          | Yang Confluence             | hé yáng        | hap yang 합양             | gō yō?            | Hợp dương      |                           |
| V56   | 承筋        | Chengjin        | Sinews Support              | chéng jīn      | seung geun 승근           | shō kin           | Thừa cân       |                           |
| V57   | 承山        | Chengshan       | Mountain Support            | chéng shān     | seung san 승산            | shō zan           | Thừa sơn       |                           |
| V58   | 飛陽        | Feiyang         | Taking Flight               | fēi yáng       | bi yang 비양              | hi yō             | Phi dương      |                           |
| V59   | 跗陽        | Fuyang          | Tarsus Yang                 | fū yáng        | bu yang 부양              | fu yō             | Phụ dương      |                           |
| V60   | (zh)        | Kunlun          | Kunlun Mountains            | kūn lún        | gol lyun 곤륜             | kon ron           | Côn lôn (luân) |                           |
| V61   | 僕參        | Pucan           | Subservient Visitor         | pú cān         | bok cham 복참             | boku shin(?)      | Bộc tham       |                           |
| V62   | 申脈        | Shenmai         | Extending Vessel            | shēn mài       | sin maek 신맥             | shim myaku        | Thân mạch      |                           |
| V63   | 金門        | Jinmen          | Golden Gate                 | jīn mén        | geum mun 금문             | kim mon           | Kim môn        |                           |
| V64   | 京骨        | Jinggu          | Metatarsal Tuberosity       | jīng gǔ        | gyeong gol 경골           | kei kotsu(?)      | Kinh cốt       |                           |
| V65   | 束骨        | Shugu           | Metatarsal Head             | shù gǔ         | sok gol 속골              | sok kotsu?        | Thúc cốt       |                           |
| V66   | 足通谷      | Zutonggu        | Foot Valley Passage         | zú tōng gǔ     | [jok] tong gok [족]통곡   | ahsi tsū koku?    | Thủ thông cốc  |                           |
| V67   | 至陰        | Zhiyin          | Reaching Yin                | zhì yīn        | ji eum 지음               | shi in            | Chí âm         |                           |

## Méridien du rein
Abrégé en R, il est décrit en chinois comme "足少阴肾经穴" ou "足少陰腎經" c'est-à-dire "Le canal de rein de pied, moindre Yin".
| Point | Nom chinois | Translitération | Traduction en français   | Pinyin     | Coréen          | Japonais (rōmaji) | Vietnamien       |
| ----- | ----------- | --------------- | ------------------------ | ---------- | --------------- | ----------------- | ---------------- |
| R1    | 涌泉        | Yong Quan       | Bubbling Well            | yǒng quán  | yong cheon 용천 | yu sen            | Dũng tuyền       |
| R2    | 然谷        | Rangu           | Blazing Valley           | rán gǔ     | yeon gok 연곡   | nen koku          | Nhiên cốc        |
| R3    | 太谿        | Taixi           | Great Stream             | taì xī     | tae yeon 태계   | tai kei           | Thái khê         |
| R4    | 大鐘        | Dazhong         | Large Bell               | dà zhōng   | dae jong 대종   | dai shō?          | Đại chung        |
| R5    | 水泉        | Shuiquan        | Water Spring             | shuǐ quán  | su cheon 수천   | sui sen           | Thủy tuyền       |
| R6    | 照海        | Zhaohai         | Shining Sea              | zhào hǎi   | joh hae 조해    | shō kai           | Chiếu hải        |
| R7    | 復溜        | Fuliu           | Continuing Flow          | fù liū     | bong nyu 복류   | fuku ryū          | Phục lưu         |
| R8    | 交信        | Jiaoxin         | Intersecting with Spleen | jiāo xìn   | gyo sin 교신    | kō shin?          | Giao tín         |
| R9    | 築賓        | Zhubin          | Strong Knees             | zhú bīn    | chuk bin 축빈   | chiku hin         | Trúc tân         |
| R10   | 陰谷        | Yingu           | Yin Valley               | yīn gǔ     | eum gok 음곡    | in koku           | Âm cốc           |
| R11   | 橫骨        | Henggu          | Pubic Bone               | héng gǔ    | hoeng gol 횡골  | ō kotsu           | Hoành cốt        |
| R12   | 大赫        | Dahe            | Big Plentifulness        | dà hè      | dae hyeok 대혁  | tai kaku          | Đại hách         |
| R13   | 氣穴        | Qixue           | Kidney Qi Cave           | qì xué     | gi hyeol 기혈   | ki ketsu          | Khí huyệt        |
| R14   | 四滿        | Siman           | Fourth for Fullnesses    | sì mǎn     | sa man 사만     | shi man           | Tứ mãn           |
| R15   | 中注        | Zhongzhu        | Pouring into the Middle  | zhōng zhù  | jung ju 중주    | chū chū           | Trung chú        |
| R16   | 肓俞        | Huangshu        | Vitals Tissues Shu       | huāng shū  | hwang yu 황유   | kō yu             | Hoang du         |
| R17   | 商曲        | Shangqu         | Metal Bend               | shāng qū   | sang gok 상곡   | shō kyoku         | Thương khúc      |
| R18   | 石關        | Shiguan         | Stone Gate               | shí guān   | seok gwan 석관  | seki kan          | Thạch quan       |
| R19   | 陰都        | Yindu           | Yin Metropolis           | yīn dū     | eum do 음도     | in to             | Âm đô            |
| R20   | 腹通谷      | Futonggu        | Abdominal Food Passage   | fù tōng gǔ | tong gok 통곡   | hara no tsū koku  | (Phúc) Thông cốc |
| R21   | 幽門        | Youmen          | Hidden Gate              | yōu mén    | yu mun 유문     | yū mon            | U môn            |
| R22   | 步廊        | Bulang          | Stepping Upwards         | bù láng    | bo rang 보랑    | hō ro?            | Bộ lang          |
| R23   | 神封        | Shenfeng        | Spirit Manor             | shén fēng  | sin bong 신봉   | shim pō           | Thần phong       |
| R24   | 靈墟        | Lingxu          | Spirit Ruin              | líng xū    | yeong heo 영허  | rei kyo(?)        | Linh khâu        |
| R25   | 神藏        | Shencang        | Spirit Storehouse        | shén cáng  | sin jang 신장   | shin zō           | Thần tàng        |
| R26   | 彧中        | Yuzhong         | Refined Chest            | yù zhōng   | uk jung 욱중    | waku chū          | Hoắc trung       |
| R27   | 俞府        | Shufu           | Shu Mansion              | shū fǔ     | yu bu 유부      | yu fu             | Du phủ           |

## Méridien du péricarde
Abrégé en PC, il est nommé en chinois "手厥阴心包经穴;手 厥 陰 心包 經" c'est-à-dire "Le canal du péricarde de la main, Faint Yin". En français on trouve couramment l'expression "Maître du cœur" pour se référer à ce méridien. Cependant cette traduction est contestée par certains auteurs car l'appellation chinoise xīn bāo 心包  se traduit littéralement par "enveloppe du cœur"
| Point | Nom chinois | Translitération | Traduction en français | Pinyin      | Coréen           | Japonais (rōmaji) | vietnamien  | Autres noms |
| ----- | ----------- | --------------- | ---------------------- | ----------- | ---------------- | ----------------- | ----------- | ----------- |
| PC1   | 天池        | Tianchi         | Piscine paradisiaque   | tiān chí    | cheon ji 천지    | dix chi           | Thiên trì   |             |
| PC2   | 天泉        | Tianquan        | Printemps céleste      | tiān quán   | cheon cheon 천천 | dix sen (? )      | Thiên tuyền |             |
| PC3   | 曲澤        | Quze            | Marais au Crook        | qū zé       | gok taek 곡택    | kyoku taku (? )   | Khúc trạch  |             |
| PC4   | 郄門        | Ximen           | Porte Xi-Cleft         | xī mén      | geung mun 극문   | geki mon          | Khích môn   |             |
| PC5   | 間使        | Jianshi         | Messager intermédiaire | jiān shǐ    | gan sa 간사      | kan shi (? )      | Giản sử     |             |
| PC6   | 內關        | Neiguan         | Passe intérieure       | nèi guān    | nae gwan 내관    | nai kan           | Nội quan    |             |
| PC7   | 大陵        | Daling          | Grand monticule        | dà líng     | dae reung 대릉   | dai ryō           | Đại lăng    | «tai ryō»   |
| PC8   | 勞宮        | Laogong         | Palais du travail      | láo gōng    | no gung 노궁     | rō kyū            | Lao cung    |             |
| PC9   | 中衝        | Zhongchong      | Moyen Rushing          | zhōng chōng | jung chung 중충  | chū shō           | Trung xung  |             |

## Méridien triple réchaufeur
Également connu sous le nom de San Jiao, le triple réchauffeur, abrégé en TR et nommé en chinois "手少阳三焦经穴;手 少陽 三焦 經" c'est-à-dire "Le canal San jiao de la Main, Petit Yang". La traduction française de Triple réchauffeur est contestée car l'expression chinoise sān jiāo 三焦 se réfère plutôt à une sorte de braséro sur lequel on pouvait faire cuire des aliments. Certains auteurs comme Philippe Sionneau lui préfère l'appellation "trois foyers"
| Point | Nom chinois | Translitération | Traduction en français    | Pinyin         | Coréen                   | Japonais (rōmaji) | vietnamien      | Autres noms |
| ----- | ----------- | --------------- | ------------------------- | -------------- | ------------------------ | ----------------- | --------------- | ----------- |
| TR1   | 關衝        | Guanchong       | Surge Gate                | guān chōng     | gwan chung 관충          | kan shō           | Quan xung       |             |
| TR2   | 液門        | Yemen           | Fluid Gate                | yè mén         | aeng mun 액문            | eki mon(?)        | DỊch môn        |             |
| TR3   | 中渚        | Zhongzhu        | Central Islet             | zhōng zhǔ      | jung jeo 중저            | chū sho           | Trung chử       |             |
| TR4   | 陽池        | Yangchi         | Yang Pool                 | yáng chí       | yang ji 양지             | yō chi?           | Dương trì       |             |
| TR5   | 外關        | Waiguan         | Outer Pass                | wài guān       | oe gwan 외관             | gai kan           | Ngoại quan      |             |
| TR6   | 支溝        | Zhigou          | Branch Ditch              | zhī gōu        | ji gu 지구               | shi kō?           | Chi câu         |             |
| TR7   | 會宗        | Huizong         | Convergence and Gathering | huì zōng       | hui jung 회종            | e sō              | Hội tông        |             |
| TR8   | 三陽絡      | Sanyangluo      | Three Yang Connection     | sān yáng luò   | sam yang nak 삼양락      | san kyō raku?     | Tam dương lạc   |             |
| TR9   | 四瀆        | Sidu            | Four Rivers               | sì dú          | sa dok 사독              | shi toku          | Tứ độc          |             |
| TR10  | 天井        | Tianjing        | Upper Well                | tiān jǐng      | cheon jeong 천정         | ten sei(?)        | Thiên tỉnh      | TW 10       |
| TR11  | 清冷淵      | Qinglengyuan    | Cooling Deep Pool         | qīng lěng yuān | cheong naeng yeon 청랭연 | sei rei en?       | Thanh lãng uyên |             |
| TR12  | 消濼        | Xiaoluo         | Draining Marsh            | xiāo luò       | so rak 소락              | shō reki?         | Tiêu lạc        |             |
| TR13  | 臑會        | Naohui          | Upper Arm Intersection    | nào huì        | noe hui 뇌회             | ju e              | Nhu hội         |             |
| TR14  | 肩髎        | Jianliao        | Shoulder Bone Hole        | jiān liáo      | gyeol lyo 견료           | ken ryō           | Kiên liêu       |             |
| TR15  | 天髎        | Tianliao        | Upper Arm Hole            | tiān liáo      | cheol lyo 천료           | ten ryō           | Thiên liêu      |             |
| TR16  | 天牖        | Tianyou         | Sky Window                | tiān yǒu       | cheon yong 천용          | ten yū?           | Thiên dũ        |             |
| TR17  | 翳風        | Yifeng          | Wind Screen               | yì fēng        | ye pung 예풍             | ei fū             | Ế phong         |             |
| TR18  | 契脈        | Qimai           | Convulsion Vessel         | qì mài         | gye maek 계맥            | kei myaku(?)      | Khế mạch        |             |
| TR19  | 顱息        | Luxi            | Head's Tranquility        | lú xī          | no sik 노식              | ro soku(?)        | Lư tức          |             |
| TR20  | 角孫        | Jiaosun         | Angle Vertex              | jiǎo sūn       | gak son 각손             | kaku son          | Giác tôn        |             |
| TR21  | 耳門        | Ermen           | Ear Gate                  | ěr mén         | i mun 이문               | ji mon(?)         | Nhĩ môn         |             |
| TR22  | 耳和髎      | Erheliao        | Ear Harmonising Foramen   | ěr hé liáo     | hwa ryo 화료             | ji wa ryō?        | (Nhĩ) Hòa liêu  |             |
| TR23  | 絲竹空      | Sizhukong       | Silken Bamboo Hollow      | sī zhú kōng    | sa juk gong 사죽공       | shi chiku kū      | Ti trúc không   |             |

## Méridien de la vésicule biliaire
Abrégé en VB, ce méridien est nommé en chinois "足少阳胆经穴;足 少陽 膽 經" c'est-à-dire "Le canal de la vésicule biliaire du pied, petit Yang".
| Point | Nom chinois | Translitération | Traduction en français  | Pinyin         | Coréen                           | Japonais (rōmaji) | Vietnamien       |
| ----- | ----------- | --------------- | ----------------------- | -------------- | -------------------------------- | ----------------- | ---------------- |
| VB1   | 瞳子髎      | Tongziliao      | Pupil Crevice           | tóng zǐ liáo   | dong ja ryo 동자료               | dō shi ryō        | Đồng tử liêu     |
| VB2   | 聽會        | Tinghui         | Meeting of Hearing      | tīng huì       | cheong hoe 청회                  | chō e             | Thính hội        |
| VB3   | 上關        | Shangguan       | Above the Joint         | shàng guān     | sang gwan 상관/gaek ju in 객주인 | kyaku shu jin     | Thượng quan      |
| VB4   | 頷厭        | Hanyan          | Jaw Serenity            | hàn yàn        | ha yeom 함염                     | gan en            | Hàm yến          |
| VB5   | 懸顱        | Xuanlu          | Suspended Skull         | xuán lú        | hyeol lo 현로                    | ken ro            | Huyền lư         |
| VB6   | 懸厘        | Xuanli          | Suspended Hair          | xuán lí        | hyeol li 현리                    | ken ri            | Huyền ly         |
| VB7   | 曲鬢        | Qubin           | Crook of the Temple     | qū bìn         | gok bin 곡빈                     | kyoku bin(?)      | Khúc tân         |
| VB8   | 率谷        | Shuaigu         | Leading Valley          | shuài gǔ       | sol gok 솔곡                     | sok koku?         | Suất cốc         |
| VB9   | 天沖        | Tianchong       | Heavenly Rushing        | tiān chōng     | cheon chung 천충                 | ten shō?          | Thiên xung       |
| VB10  | 浮白        | Fubai           | Floating White          | fú bái         | bu baek 부백                     | fu haku(?)        | Phù bạch         |
| VB11  | 頭竅陰      | Touqiaoyin      | Yin Portals of the Head | tóu qiào yīn   | [du] gyu eum [두] 규음           | atama kyō in      | Đầu khiếu âm     |
| VB12  | 完骨        | Wangu           | Mastoid Process         | wán gǔ         | wan gol 완골                     | kan kotsu         | Hoàn cốt         |
| VB13  | 本神        | Benshen         | Root of the Spirit      | běn shén       | bon sin 본신                     | hon jin           | Bản thần         |
| VB14  | 陽白        | Yangbai         | Yang White              | yáng bái       | yang baek 양백                   | yō haku           | Dương bạch       |
| VB15  | 頭臨泣      | Toulinqi        | Head Governor of Tears  | tóu lín qì     | [du] im eup [두] 임읍            | atama no rin kyū  | Đầu lâm khấp     |
| VB16  | 目窗        | Muchuang        | Window of the Eye       | mù chuāng      | mok chang 목창                   | moku sō           | Mục song         |
| VB17  | 正營        | Zhengying       | Upright Nutrition       | zhèng yíng     | jyeong yeong 정영                | shō ei            | Chính dinh       |
| VB18  | 承靈        | Chengling       | Support Spirit          | chéng líng     | seung nyeong 승령                | shō rei           | Thừa linh        |
| VB19  | 腦空        | Naokong         | Brain Hollow            | nǎo kōng       | noe gong 뇌공                    | nō kū             | Não không        |
| VB20  | 風池        | Fengchi         | Wind Pool               | fēng chí       | pung ji 풍지                     | fū chi            | Phong trì        |
| VB21  | 肩井        | Jianjing        | Shoulder Well           | jīan jǐng      | gyeon jeong 견정                 | ken sei           | Kiên tỉnh        |
| VB22  | 淵腋        | Yuanye          | Armpit Abyss            | yuān yè        | yeon aek 연액                    | en eki(?)         | Uyển dịch        |
| VB23  | 輒筋        | Zhejin          | Flank Sinews            | zhé jīn        | cheop geun 첩근                  | chō kin?          | Triếp cân        |
| VB24  | 日月        | Riyue           | Sun and Moon            | rì yuè         | il weol 일월                     | jitsu getsu       | Nhật nguyệt      |
| VB25  | 京門        | Jingmen         | Capital Gate            | jīng mén       | gyeong mun 경문                  | kei mon           | Kinh môn         |
| VB26  | 帶脈        | Daimai          | Girdling Vessel         | dài mài        | dae maek 대맥                    | tai myaku         | Đới mạch         |
| VB27  | 五樞        | Wushu           | Five Pivots             | wǔ shū         | o chu 오추                       | gō sū             | Ngũ khu          |
| VB28  | 維道        | Weidao          | Linking Path            | wéi dào        | yu do 유도                       | yui dō            | Duy đạo          |
| VB29  | 居髎        | Juliao          | Stationary Crevice      | jū liáo        | geo ryo 거료                     | kyo ryō           | Cự liêu          |
| VB30  | 環跳        | Huantiao        | Jumping Circle          | huán tiào      | hwan do 환도                     | kan chō           | Hoàn khiêu       |
| VB31  | 風市        | Fengshi         | Wind Market             | fēng shì       | pung si 풍시                     | fū shi            | Phong thị        |
| VB32  | 中瀆        | Zhongdu         | Middle Ditch            | zhōng dú       | jung dok 중독                    | chū toku?         | Trung độc        |
| VB33  | 膝陽關      | Xiyangguan      | Knee Yang Gate          | xī yáng guān   | [seul] yang gwan [슬] 양관       | hiza no yō kan?   | (Tất) Dương quan |
| VB34  | 陽陵泉      | Yanglingquan    | Yang Mound Spring       | yáng líng quán | yang neung cheon 양릉천          | yō ryō sen        | Dương lăng tuyền |
| VB35  | 陽交        | Yangjiao        | Yang Intersection       | yáng jiāo      | yang gyo 양교                    | yō ko             | Dương giao       |
| VB36  | 外丘        | Waiqiu          | Outer Hill              | wài qiū        | woe gu 외구                      | gai kyū           | Ngoại khâu       |
| VB37  | 光明        | Guangming       | Bright Light            | guāng míng     | gwang myeong 광명                | kō mei?           | Quang minh       |
| VB38  | 陽輔        | Yangfu          | Yang Assistance         | yáng fǔ        | yang bo 양보                     | yō ho             | Dương phụ        |
| VB39  | 懸鐘        | Xuanzhong       | Suspended Bell          | xuán zhōng     | hyeon jong 현종/jeol gol 절골    | ken shō           | Huyền chung      |
| VB40  | 丘墟        | Qiuxu           | Mound of Ruins          | qiū xū         | gu heo 구허                      | kyū kyo           | Khâu khư         |
| VB41  | 足臨泣      | Zulinqi         | Foot Governor of Tears  | zú lín qì      | [jok] im eup [족] 임읍           | ashi no rin kyū   | Túc lâm khấp     |
| VB42  | 地五會      | Diwuhui         | Earth Five Meetings     | dì wǔ huì      | ji o hoe 지오회                  | chi go e(?)       | Địa ngũ hội      |
| VB43  | 俠谿        | Xiaxi           | Clamped Stream          | xiá xī         | hyeop gye 협계                   | kyō kei?          | Hiệp khê         |
| VB44  | 足竅陰      | Zuqiaoyin       | Yin Portals of the Foot | zú qiào yīn    | [jok] gyu eum [족] 규음          | ashi no kyō in    | Túc khiếu âm     |

## Méridien du foie
Abrégé en F, il est nommé "足厥阴肝经穴;足 厥 陰 肝 經" en chinois, c'est-à-dire "Le canal du foie de Foot Jueyin".
| Point | Nom chinois | Translitération | Pinyin     | Traduction en français       | Coréen               | Japonais (rōmaji) | vietnamien   | Autres noms |
| ----- | ----------- | --------------- | ---------- | ---------------------------- | -------------------- | ----------------- | ------------ | ----------- |
| F1    | 大敦        | Dadun           | dà dūn     | Grand et épais               | dae don 대돈         | tai ton           | Đại đôn      |             |
| F2    | 行間        | Xingjian        | xíng jiān  | Intervalle Pass              | haeng gan 행간       | kō kan            | Hành gian    |             |
| F3    | 太沖        | Taichong        | taì chōng  | Rush suprême                 | tae chung 태충       | tai shō           | Thái xung    |             |
| F4    | 中封        | Zhongfeng       | zhōng fēng | Marge moyenne                | jung bong 중봉       | chū hō            | Trung phong  |             |
| F5    | 蠡溝        | Ligou           | lǐ gōu     | Canal rongé                  | yeo gu 여구          | rei kō            | Lãi câu      |             |
| F6    | 中都        | Zhongdu         | zhōng dū   | Capitale centrale            | jung do 중도         | chū à             | Trung đô     |             |
| F7    | 膝關        | Xiguan          | xī guān    | Passe du genou               | seul gwan 슬관       | shitsu kan        | Tất quan     |             |
| F8    | 曲泉        | Ququan          | qū quán    | Source de piscine            | gok cheon 곡천       | kyoku sen         | Khúc tuyền   |             |
| F9    | 陰包        | Yinbao          | yīn bāo    | Emballage Yin                | eum bo 음보          | im pō?            | Âm bao       |             |
| F10   | 足五里      | Zuwuli          | zú wǔ li   | Gouverneur à pied des larmes | [jok] o ri [족] 오리 | ashi no go ri?    | (Túc) Ngũ lý |             |
| F11   | 陰廉        | Yinlian         | yīn lián   | Côté Yin                     | eum yeom 음염        | dans ren (? )     | Âm liêm      |             |
| F12   | 急脈        | Jimai           | jí mài     | Impulsion rapide             | geum maek 금맥       | kyū myaku?        | Cấp mạch     |             |
| F13   | 章門        | Zhangmen        | zhāng mén  | Porte de l'Ordre             | jang mun 장문        | shō mon           | Chương môn   |             |
| F14   | 期門        | Qimen           | qí mén     | Porte cyclique               | gi mun 기문          | ki mon            | Kỳ môn       |             |

## Vaisseau gouverneur
Aussi connu sous le nom de Du Mai, abrégé en VG ou DM. Il est nommé "督脉穴;督脈" en chinois, c'est-à-dire "Le navire gouvernant".
| Point | Nom chinois | Translitération | Pinyin        | Traduction en français | Coréen                   | Japonais (rōmaji) | Vietnamien            | Autres noms               |
| ----- | ----------- | --------------- | ------------- | ---------------------- | ------------------------ | ----------------- | --------------------- | ------------------------- |
| DM1   | 長強        | Changqiang      | cháng qiáng   | Long and Rigid         | jang gang 장강           | chō kyō           | Trường cường          |                           |
| DM2   | 腰俞        | Yaoshu          | yāo shū       | Low Back Transporter   | yo yu 요유               | yō yu?            | Yêu du                |                           |
| DM3   | 腰陽關      | Yaoyangquan     | yāo yáng guān | Low Back Yang Passage  | [yo] yang gwan [요] 양관 | koshi no yo kan?  | (Yêu) Dương quan      |                           |
| DM4   | 命門        | Mingmen         | mìng mén      | Life Gate              | myeong mun 명문          | mei mon           | Mệnh môn              |                           |
| DM5   | 懸樞        | Xuanshu         | xuán shū      | Suspended Pivot        | hyeon chu 현추           | ken sū?           | Huyền khu             |                           |
| DM6   | 脊中        | Jizhong         | jì zhōng      | Middle of the Spine    | cheok jung 척중          | seki chū?         | Tích trung            |                           |
| DM7   | 中樞        | Zhongshu        | zhōng shū     | Central Pivot          | jung chu 중추            | chū sū?           | Trung khu             |                           |
| DM8   | 筋縮        | Jinsuo          | jīn suō       | Muscle Spasm           | geun chuk 근축           | kin shuku(?)      | Cân súc               |                           |
| DM9   | 至陽        | Zhiyang         | zhì yáng      | Reaching Yang          | ji yang 지양             | shi yō?           | Chí dương             |                           |
| DM10  | 霊台        | Lingtai         | líng tái      | Spirit Platform        | yeong dae 영대           | rei dai(?)        | Linh đài              |                           |
| DM11  | 神道        | Shendao         | shén dào      | Way of the Spirit      | sin do 신도              | shin dō           | Thần đạo              |                           |
| DM12  | 身柱        | Shenzhu         | shēn zhù      | Body Pillar            | sin ju 신주              | shin chū          | Thân trụ              |                           |
| DM13  | 陶道        | Taodao          | táo dào       | Way of the Pot         | do do 도도               | tō dō?            | Đào đạo               |                           |
| DM14  | 大椎        | Dazhui          | dà zhuī       | Great Vertebra         | dae chu 대추             | dai tsui          | Đại chùy              |                           |
| DM15  | 瘂門 (唖門) | Yamen           | yǎ mén        | Mutism Gate            | a mun 아문               | a mon             | Á môn                 |                           |
| DM16  | 風府        | Fengfu          | fēng fǔ       | Wind Palace            | pung bu 풍부             | fū fu             | Phong phủ             |                           |
| DM17  | 腦戶        | Naohu           | nǎo hù        | Brain Door             | noe ho 뇌호              | nō ko?            | Não hộ                |                           |
| DM18  | 強間        | Qiangjian       | qiáng jiān    | Rigid Space            | gang gan 강간            | kyō kan?          | Cường gian            |                           |
| DM19  | 後頂        | Houding         | hòu dǐng      | Back Vertex            | hu jeong 후정            | go chō?           | Hậu đính              |                           |
| DM20  | 百會        | Baihui          | bǎi huì       | One Hundred Meetings   | baek hoe 백회            | hyaku e           | Bách hội              |                           |
| DM21  | 前頂        | Qianding        | qián dǐng     | Front Vertex           | jeon jeong 전정          | zen chō?          | Tiền đính             |                           |
| DM22  | 囟會        | Xinhui          | xìn huì       | Fontanelle Meeting     | sin hoe 신회             | shin e(?)         | Tín hội               |                           |
| DM23  | 上星        | Shangxing       | shàng xīng    | Upper Star             | sang seong 상성          | jō sei?           | Thượng tinh           |                           |
| DM24  | 神庭        | Shenting        | shén tíng     | Spirit Courtyard       | sin jeong 신정           | shin tei          | Thần đình             |                           |
| DM25  | 素髎        | Suliao          | sù liáo       | Plain Space            | so ryo 소료              | so ryō?           | Tố liêu               |                           |
| DM26  | 人中        | Renzhong        | rén zhōng     | Middle of the Person   | in jung 인중/su gu 수구  | jin chu           | Nhân trung (Thủy câu) | 水溝 shuǐ gōu [Water Pit] |
| DM27  | 兌端        | Duiduan         | duì duān      | End Exchange           | tae don 태단             | da tan(?)         | Đoài đoan             |                           |
| DM28  | 齦交        | Yinjiao         | yín jiāo      | Gum Union              | eun gyo 은교             | gin kō            | Ngân giao             |                           |

## Vaisseau conception
Aussi connu sous le nom de Ren Mai, abrégé en VC ou Ren. Il est nommé "任脉穴;任脈" en chinois c'est-à-dire "Le navire conception".
| Point | Nom chinois | Translitération | Pinyin                    | Traduction en français | Coréen          | Japonais (rōmaji) | Vietnamien  | Autres noms  |
| ----- | ----------- | --------------- | ------------------------- | ---------------------- | --------------- | ----------------- | ----------- | ------------ |
| Ren1  | 會陰        | Huiyin          | huì yīn                   | Yin Meeting            | hoe eum 회음    | e in              | Hội âm      |              |
| Ren2  | 曲骨        | Qugu            | qū gǔ                     | Crooked Bone           | gok gol 곡골    | kyok kotsu?       | Khúc cốt    |              |
| Ren3  | 中極        | Zhongji         | zhōng jí                  | Middle Extremity       | jung geuk 중극  | chū kyoku?        | Trung cực   |              |
| Ren4  | 關元        | Guanyuan        | guān yuán                 | Origin Pass            | gwan won 관원   | kan gen           | Quan nguyên |              |
| Ren5  | 石門        | Shimen          | shí mén                   | Stone Gate             | seong mun 석문  | seki mon(?)       | Thạch môn   |              |
| Ren6  | 氣海        | Qihai           | qì hǎi                    | Sea of Qi              | gi hae 기해     | ki kai            | Khí hải     |              |
| Ren7  | 陰交        | Yinjiao         | yīn jiāo                  | Yin Intersection       | eum gyo 음교    | in kō             | Âm giao     |              |
| Ren8  | 神闕        | Shenque         | shén què                  | Spirit Palace          | sin gwol 신궐   | shin ketsu(?)     | Thần khuyết |              |
| Ren9  | 水分        | Shuifen         | shuǐ fēn                  | Water Division         | su bun 수분     | sui bun(?)        | Thủy phân   |              |
| Ren10 | 下脘        | Xiawan          | xià wǎn [or xià guǎn]     | Lower Epigastrium      | ha wan 하완     | ge kan            | Hạ quản     |              |
| Ren11 | 建里        | Jianli          | jiàn lǐ                   | Internal Foundation    | geol li 건리    | ken ri(?)         | Kiến lý     | 健裡 jiàn lǐ |
| Ren12 | 中脘        | Zhongwan        | zhōng wǎn [or zhōng guǎn] | Middle Epigastrium     | jung wan 중완   | chū kan           | Trung quản  |              |
| Ren13 | 上脘        | Shangwan        | shàng wǎn [or shàng guǎn] | Upper Epigastrium      | sang wan 상완   | jo kan            | Thượng quản |              |
| Ren14 | 巨闕        | Juque           | jù què                    | Great Palace           | geo gwol 거궐   | ko ketsu(?)       | Cự khuyết   |              |
| Ren15 | 鳩尾        | Jiuwei          | jiū wěi                   | Bird Tail              | gu mi 구미      | kyū bi?           | Cưu vĩ      |              |
| Ren16 | 中庭        | Zhongting       | zhōng tíng                | Central Courtyard      | jung jeong 중정 | chū tei?          | Trung đình  |              |
| Ren17 | 膻中        | Shanzhong       | shān zhōng                | Middle of the Chest    | dan jung 단중   | dan chū           | Đản trung   |              |
| Ren18 | 玉堂        | Yutang          | yù táng                   | Jade Hall              | ok dang 옥당    | gyoku dō?         | Ngọc đường  |              |
| Ren19 | 紫宮        | Zigong          | zǐ gōng                   | Violet Palace          | ja gung 자궁    | shi kyū?          | Tử cung     |              |
| Ren20 | 華蓋        | Huagai          | huá gài                   | Splendid Cover         | hwa gae 화개    | ko gai?           | Hoa cái     | ka gai       |
| Ren21 | 璇璣        | Xuanji          | xuán jī                   | Jade Rotator           | seon gi 선기    | sen ki            | Toàn cơ     |              |
| Ren22 | 天突        | Tiantu          | tiān tū                   | Heaven Projection      | cheon dol 천돌  | ten totsu         | Thiên đột   |              |
| Ren23 | 廉泉        | Lianquan        | lián quán                 | Lateral Spring         | yeom cheon 염천 | ren sen           | Liêm tuyền  |              |
| Ren24 | 承漿        | Chengjiang      | chéng jiāng               | Saliva Container       | seung jang 승장 | shō shō           | Thừa tương  |              |

## Points additionnels
Il n'y a pas de dénomination unanime pour ces points supplémentaires.
Le tableau suivant suit la numérotation de Peter Deadman.
| Point   | Nom chinois | Pinyin         | Anglais                        | vietnamien       | Localisation |
| ------- | ----------- | -------------- | ------------------------------ | ---------------- | --- |
| M-LE-8  | 八風        | bā fēng        | Huit vents                     | Bát phong        | Membre inférieur (jambes et pieds) - Sur le dos du pied, à proximité des marges des toiles entre les cinq orteils, à la jonction de la peau rouge et blanche |
| M-UE-1  | 十宣        | shí xuān       | Dix déclarations               | Thập tuyên       | Membre supérieur (bras et mains) |
| M-UE-9  | 八邪        | bā xié         | Huit maux                      | Bát tà           | Membre supérieur (bras et mains) |
| M-HN-3  | 印堂        | yìn táng       | Salle des impressions          | Ấn đường         | Tête et cou |
| M-BW-35 | 華佗夾脊    | huá túo jiā jǐ | Bords du faîtage Hua Tuo Spine | Hoa đà giáp tích | Dos et taille; souvent appelés les points «jiā jǐ» |

Cette deuxième table nomme les méridiens tels qu'ils apparaissent dans le tableau.
| Point | Nom chinois | Translitération | Localisation |
| ----- | ----------- | --------------- | --- |
| EM1   | 四神聰      | Sishencong      | At the vertex of the head, a group of four points. 1 cun respectively anterior, posterior and lateral Du-20 (Baihui)                                                         |
| EM2   | 印堂        | Yintang         | On the forehead, at the midpoint between the two medial ends of the eyebrow                                                                                                  |
| EM3   | 魚腰        | Yuyao           | On the forehead, at the midpoint between the eyebrows |
| EM4   | 上明        | Shangming       | |
| EM5   | 太陽        | Taiyang         | In the region of the temples, in the depression about one finger-breadth posterior to the midpoint between the lateral end of the eyebrow and the outer canthus              |
| EM6   | 球後        | Qiuhou          | On the region of the face, at the junction of the lateral one-fourth and the medial three-fourths of the infraorbital margin                                                 |
| EM7   | 鼻通        | Bitong          | |
| EM8   | 金津        | Jinjin          | In the mouth, on the vein in the left side of the frenulum of the tongue |
| EM9   | 玉液        | Yuye            | In the mouth, on the vein in the right side of the frenulum of the tongue |
| EM10  | 夹承浆      | Jiachengjiang   | On the lower jaw, about 1 cun lateral to the midpoint of the mentolabial furrow                                                                                              |
| EM11  | 牵正        | Qianzheng       | On the cheek, 0.5 cun anterior to the earlap, the same levelas the midpoint of the earlap                                                                                    |
| EM12  | 翳明        | Yiming          | On the neck, 1 cun posterior to Yifeng |
| EM13  | 安眠        | Anmian          | |
| EM14  | 百劳        | Bailao          | On the neck, 2 cun above Du-14 (Dazhui) |
| EM15  | 崇骨        | Chonggu         | |
| EM16  | 颈臂        | Jingbi          | |
| EM17  | 三角灸      | Sanjiaojiu      | On the middle part of the abdomen, 1 cun respectively lateral to up, lower, left and right middle of the navel                                                               |
| EM18  | 提托        | Dituo           | |
| EM19  | 子宫穴      | Zigongxue       | |
| EM20  | 定喘        | Dingchuan       | On the back, 0.5 lateral to the lower border of the spinous process of the seventh cervical vertebra                                                                         |
| EM21  | 结核穴      | Jiehexue        | |
| EM22  | 夹脊        | Jiaji           | On the back, in the depression below the twelfth spinous process of the thoracic vertebra                                                                                    |
| EM23  | 华佗夹脊    | Huatuojiaji     | |
| EM24  | 胃管下俞    | Weiguanxiashu   | |
| EM25  | 痞根        | Pigen           | On the low back, below the spinous process of the 1st lumbar vertebra, 3.5 cun lateral to the posterior midline                                                              |
| EM26  | 腰眼        | Yaoyan          | |
| EM27  | 十七椎      | Shiqizhui       | |
| EM28  | 腰奇        | Yaoqi           | |
| EM29  | 十宣        | Shixuan         | On the tips of the ten fingers, 0.1 cun (finger inch) distal to the nails. Both hands altogether have ten points                                                             |
| EM30  | 四缝        | Sifeng          | Four points on each hand, on the palmer side of the 2nd to 5th fingers and at the centre of the proximal interphalangeal joints                                              |
| EM31  | 中魁        | Zhongkui        | On the dorsal crease of the middle finger, at the centre of the proximal interphalangeal joint                                                                               |
| EM32  | 八邪        | Baxie           | When a loose fist is made, the points are on the dorsum of the hand, proximal to the margins of the webs between all five fingers, at the junction of the red and white skin |
| EM33  | 落枕        | Luozhen         | |
| EM34  | 腰痛穴      | Yaotongxue      | |
| EM35  | 中泉        | Zhongquan       | On the dorsal crease of the wrist, in the depression on the radial side of the tendon of the common extensor muscle of the fingers                                           |
| EM36  | 二白        | Erbai           | On the palmer aspect of the forearm, 4 cun above the transverse crease of the wrist, on both sides of the tendon of m. flexor carpi radialis                                 |
| EM37  | 臂中        | Bizhong         | |
| EM38  | 肘尖        | Zhoujian        | On the posterior side of the elbow, at the tip of the olecranon when the elbow is flexed                                                                                     |
| EM39  | 肩前        | Jianqian        | |
| EM40  | 肩内陵      | Jianneiling     | |
| EM41  | 环中        | Huanzhong       | |
| EM42  | 四强        | Sijiang         | |
| EM43  | 百虫窝      | Baichongwo      | 3 cun above medial superior corner of the patella of the thigh with the knee flexed, 1 cun above Xuehai (SP10)                                                               |
| EM44  | 鹤顶        | Heding          | Above the knee, in the depression of the midpoint of the upper border of the patella                                                                                         |
| EM45  | 膝眼        | Xiyan           | In the depression on both sides of the patellar ligament when the kneels flexed                                                                                              |
| EM46  | 胆囊穴      | Dannangxue      | Al the upper part of the lateral surface of the leg, 1 cun directly below the Yanglingquan (GB34)                                                                            |
| EM47  | 阑尾穴      | Lanweixue       | At the upper part of the anterior surface of the leg, 1 cun below Zusanli (St 36)                                                                                            |
| EM48  | 独阴        | Duyin           | On the plantar side of the 2nd toe, at the centre of the distal interphalangeal joint                                                                                        |
| EM49  | 里内庭      | Lineiting       | On the foot palm, in the depression anterior to the second and third metatarsophalaneal joint                                                                                |

## Remarques
1. ↑  Also called 或中 huò zhōng, but this is an obvious mistranscription
2. ↑  First character means qì/qī (contract/spasm)[1]
3. ↑  also called 客主人 kè zhǔ rén
4. ↑  also called 絶骨 jué gǔ
5. ↑  In WHO's 1991 booklet, referred to as EX-UE2[5]